# Ong Soon Hock
Ong Soon Hock (* 15. Februar 1985 in Selangor) ist ein malaysischer Badmintonspieler. 

## Karriere
Ong Soon Hock gewann 2002 Gold bei der Junioren-Asienmeisterschaft im Doppel mit Koo Kien Keat. 2005 gewann er bei den Erwachsenen Bronze im Doppel mit Tan Bin Shen. Bei den Einzelmeisterschaften Malaysias wurden beide 2007 Vizemeister.

## Erfolge
| Saison    | Veranstaltung               | Disziplin    | Platz | Name                               |
| --------- | --------------------------- | ------------ | ----- | ---------------------------------- |
| 2002      | Junioren-Asienmeisterschaft | Herrendoppel | 1     | Koo Kien Keat / Ong Soon Hock      |
| 2005      | Asienmeisterschaft          | Herrendoppel | 3     | Tan Bin Shen / Ong Soon Hock       |
| 2006/2007 | Malaysische Meisterschaft   | Herrendoppel | 2     | Tan Bin Shen / Ong Soon Hock       |
| 2010      | Perak Open                  | Herrendoppel | 1     | Fairuzizuan Tazari / Ong Soon Hock |
| 2012      | Mauritius International     | Herrendoppel | 1     | Gan Teik Chai / Ong Soon Hock      |
| 2012      | Argentina International     | Herrendoppel | 1     | Teik Chai Gan / Ong Soon Hock      |
| 2012      | Brazil International        | Herrendoppel | 1     | Teik Chai Gan / Ong Soon Hock      |